# Крупское (Омская область)
Крупское — деревня в Черлакском районе Омской области. Входит в Иртышское сельское поселение.

## История
Основана в 1920 году. В 1928 г. коммуна Юный Пахарь состояла из 7 хозяйств, основное население — русские. В составе Первомайского сельсовета Ачаирского района Омского округа Сибирского края.
В соответствии с Законом Омской области от 30 июля 2004 года № 548-ОЗ «О границах и статусе муниципальных образований Омской области» деревня вошла в состав образованного муниципального образования «Иртышское сельское поселение».

## География
Находится на юге-востоке региона, в пределах Курумбельской степи, являющейся частью Чебаклы-Суминской впадины.

## Население
| 2010 |
| ---- |
| 239  |

Гендерный состав
По данным Всероссийской переписи населения 2010 года в гендерной структуре населения из 239 человек мужчин — 128, женщин — 111 (53,6 и 46,4 % соответственно).
Национальный состав
В 1928 г. основное население — русские.
Согласно результатам переписи 2002 года, в национальной структуре населения русские составляли 75 % от общей численности населения в 332 чел..

## Инфраструктура
Действовал колхоз имени Крупской.

## Транспорт
Просёлочная дорога, выезд на трассу А-320.